# Маха Чакри (бронепалубный крейсер)
«Маха Чакри» — первый крупный корабль, построенный в Шотландии для ВМС Сиама (ныне Таиланд). По своим характеристикам на момент ввода в эксплуатацию соответствовал крейсерам II ранга ВМС Великобритании, но быстро устарел.

## Служба
Всё время до списания в 1916 году использовался как королевская яхта. В 1897 году совершил плаванье с королём Таиланда по странам Западной Европы. На корабле побывала королева Виктория.
Списан и отправлен на разборку в Японию. Паровые машины и часть оборудования были демонтированы и установлены на новой королевской яхте с тем же именем, построенной на верфи «Кавасаки» в 1918 году.